# CD limpiador
Un CD limpiador es un CD creado con el propósito de limpiar la lente de los reproductores de CD. Tiene unos pequeños cepillos montados en el mismo que limpian la lente del reproductor con el fin de eliminar el polvo. Sin embargo, se corre el riesgo de rayar la lente y volver el reproductor inservible, o bien reducir su vida útil.
Asimismo, no se recomienda su uso en las unidades de CD-ROM de alta velocidad, debido a que la alta velocidad de rotación puede causar que el CD limpiador o la unidad sufran graves daños. Tampoco se recomienda usarlo en los autoestéreos porque se puede atascar.
- Datos: Q5736992